# Samson & Marie 3
Samson & Marie 3 is het derde cd-album van de televisieserie Samson en Marie. Het album verscheen op 10 november 2023. Op het album staan vier nieuwe nummers (Bibberlip, De Antillen, Wij gaan naar Spanje en Het is winter) en zes al eerder uitgebrachte nummers van Samson en Gert. Op het album zijn de stemmen van Dirk Bosschaert als Samson en Marie Verhulst als Marie te horen. De teksten zijn van Gert Verhulst, Danny Verbiest, Hans Bourlon, Johan Vanden Eede, Miguel Wiels en Alain Vande Putte.

## Tracklist
| 1.                 | Klaar voor de start    | 2:54 |
| 2.                 | Olé pistolé            | 3:26 |
| 3.                 | Bibberlip              | 2:49 |
| 4.                 | De Antillen            | 3:05 |
| 5.                 | Lieve Samson           | 3:04 |
| 6.                 | S.O.S.                 | 3:00 |
| 7.                 | Klap maar in je handen | 3:14 |
| 8.                 | Wij gaan naar Spanje   | 2:58 |
| 9.                 | Samson is bang         | 3:02 |
| 10.                | Het is winter          | 2:43 |
| Totale duur: 30:19 |                        |      |